# Тразименское озеро
Тразиме́нское о́зеро (итал. Lago Trasimeno — Лаго-Тразимено, лат. Trasumennus lacus) — озеро на территории Умбрии, одно из крупнейших озёр Италии. Максимальная глубина — 6,72 м, площадь — 128 км², максимальная ширина — 15,5 км.
В 217 году до нашей эры произошла битва при Тразименском озере, в которой карфагенский полководец Ганнибал разбил римские войска. В ходе битвы погиб римский консул Гай Фламиний.
Широкое развитие в окрестностях озера получил агротуризм. На острове посреди озера есть развалины средневековой крепости и отель. Крепость использовалась местными жителями для защиты во время вражеских набегов, они скрывались за её стенами посреди острова. Фортификационное сооружение представляет собой неправильной формы многоугольник, с чистой площадкой внутри и крепостными башнями. В настоящее время используется как концертная площадка — в летнее время внутри периметра собирают сцену и трибуны для зрителей.

## В художественной литературе
Озеро было воспето поэтом Н. С. Гумилёвым в одноимённом стихотворении.